# Igmándi Mihály
Igmándi Mihály, született Fischer Miksa (Tata, Komárom megye, 1863. augusztus 25. – Budapest, Terézváros, 1937. január 4.) biztosítási főhivatalnok, költő, újságíró.

## Élete
Fischer Elek iparos és Kohn Katalin fiaként született. Tanulmányait szülővárosában és Budapesten végezte; azután a magánhivatalnoki pályára lépett és Fonciére Pesti biztosító-intézet főhivatalnoka volt. Fischer családi nevét 1883-ban változtatta Igmándira. Elhunyt 1937. január 4-én délután 1/4 8 órakor. 
Házastársa Fischer Janka volt, akivel 1887. szeptember 25-én kötött házasságot Budapesten.
Humorisztikus verseket és epigrammákat írt a Jókai Mór által szerkesztett Az Üstökösbe később pedig a Bolond Istókba (Bagnét, Igaz Mihály, sat. álnevek alatt), a Borsszem Jankóba aktuális verseket és élceket, tárcákat és költeményeket az Ország-Világba, a Magyar Geniuszba, a Magyar Szalonba, sat.

## Munkája
- Igmándi Mihály költeményei. Bpest, 1884.

Szerkesztette a Magyar szellemi élet, elbeszélések, rajzok a magyar írók és művészek életéből c. képes albumot Budapesten 1892-ben, (hol Mikép készült e mű c. cikke, arcképe és névaláirása van. Ism. Főv. Lapok 1891. 300. sz. Budapesti Szemle LXIX.)